# おはガール
おはガールは、テレビ東京の子供番組『おはスタ』の日替わり女子アシスタントの総称。

## 概要
2023年度の段階では、中学生2人、高校生1人で構成されていた。
なお、初期には小学生のメンバーや高校生以上のメンバーが在籍していた時期や、メンバー構成が中学1〜3年生で固定されていた時期もあった。
2002年度までは1年交代制だったが、2003年度以後は最長で2年交代制となった。1997年11月から曜日制が定着し、2000年度以外は5人のおはガールが曜日ごとに出演してきた。2003年以降は3人になったため、ローテーションで毎日1人が出演する形になっており、5曜日のゲストとの組み合わせは通常、毎週変わる。また2016年度は6月から5人以上増員される見込みだったが2人しか増員されなかった。2017年度後半は当初から5人となり曜日制が復活した。2020年度は2019年度メンバー5人の続投に加えて新規メンバー4人が加入し、史上最多の9人体制となる。2019年度から続投のメンバーは4月から全員が担当曜日を移動し、水曜日以外はおはガールが2人ずつ出演する。2019年度からのメンバーの卒業に伴い、2021年度前半は4人体制（1名が水、金曜日兼任による曜日制）に移行。2021年度後半は6人体制（2名が月曜日を担当）となっている。2022年度は練習生制度を導入し9人のおはガール練習生が3つの枠を争い、2022年9月23日に池袋サンシャインシティ噴水広場で行われたイベントで「シン・おはガール」3人が決定した。
衣装に関しては、歴代によって担当色が決まっている場合と全員が同じ衣装を着る場合がある。2017年後半からのメンバーは担当色が決まっているが、靴下のみイメージカラーと違う色を履いているメンバーもいる。
慣例として、在籍最終年の3月下旬頃に「番組卒業」が番組で発表され、年度通常放送最終日の最後の卒業式コーナーで卒業証書がメインMCより手渡されるが、2016年度 - 2017年度前半のメンバーに関しては、2017年秋改編で全員卒業となった。
過去に須藤温子（全日本国民的美少女コンテストグランプリ）、平井理央（フジテレビアナウンサー）、蒼井優（日本アカデミー賞主演女優賞）、生田衣梨奈（モーニング娘。）、などの多くの女優・タレント・アイドルがメンバーとして在籍していた。他に会員制では過去に山田優、上戸彩、鈴木杏などが出演している。
なお、『おはようスタジオ』時代は「おはスタマヌカン」と称する一般公募一万人から選ばれた中学生ユニットがあった。
2024年4月から「おはキッズ」（男性3名、女性2名の計5名）が復活。これに伴い、「シン・おはガール」を最後に1997年10月の番組開始から26年半にわたって番組のマスコット的存在だったおはガールが事実上廃止となったが、具体的な理由は明かしていない。

## 歴代のおはガール
( )内はユニット名。2007年度以降はユニット名がなくなっていたが、2010年9月から2015年3月まではユニット名が復活した。2019 - 2021年度の3年間はLDH所属の「ガールズ×戦士シリーズ」出身者で構成された既存のグループが担当していた。
1997年度
尾崎沙也、橋本麻美々、大村彩子 → 酒井彩名（1998年1月 - ）、伊藤なつ・伊藤かな → 須藤温子（1997年10月1日、1998年1月 - ）、安藤希
1998年度（おはガールアップル → おはガールバナナ）
尾崎沙也（ - 1998年9月） → 工藤あさぎ（1998年10月 - ）、安藤聖、酒井彩名、橋本麻美々、安藤希（ - 1998年6月） → 平井理央（1998年7月 - ）
1999年度（おはガールシトラス）
末永遥、安藤盟、酒井彩名、谷口紗耶香、倉沢桃子
遥、彩名はおはガールチェリーとしても活動
2000年度
瀬下可奈、ベッキー、蒼井優、加賀谷紗織、奈良沙緒理
2001年度（おはガールグレープ）
川田由起奈、笹岡莉紗、あびる優、芳賀優里亜、内田莉紗
2002年度（おはガールフルーツポンチ）
杉林沙織、近野成美、小島由利絵、海老沢神菜、石川エリ
2003年度（おはガールスターフルーツ(ドリアン)）
マユ（藤森麻由）、ミク（佐野光来）、セイラ（矢口聖来）
2004年度（おはガールスターフルー2）
ミク（佐野光来）、セイラ（矢口聖来）、アイリ（田中愛里）
2005 - 2006年度（おはガールキャンディミント）
みづき（菅澤美月）、まあり（麻亜里）、まどか（下垣真香）
2007年度
のぞみ（前田希美）、せりな（長野せりな（アイドリング!!!））、ふじこ（小島藤子）
2008 - 2009年度
まゆ（松岡茉優）、りさこ（伊藤梨沙子）、ひでみ（疋田英美）
2010 - 2011年度（おはガールメープル）
さき（小川紗季（スマイレージ））（ - 2011年8月24日）→えりぽん（生田衣梨奈（モーニング娘。））（2011年8月25日 - ）、えりか（田中絵里花）、しおり（井之上史織）
2011年8月24日をもってさきが転校。えりぽんが新おはガールに決定。
2012 - 2013年度（おはガールちゅ!ちゅ!ちゅ!）
なつみ（岡本夏美）、ゆうな（平祐奈）、ひなこ（吉川日菜子）
2014年度（おはガールふわわ）
しゅり（川鍋朱里）、さや（井東紗椰）、あい（三好杏依）
2015年度
あやな（白本彩奈）、あいみ（中野あいみ（ふわふわ））、れい（井上玲音（こぶしファクトリー））
2016 - 2017年度前半
みらい（未来）、さな（兼次桜菜（ふわふわ））、なのか（原菜乃華）、さーちゃん（石井紗那）、ゆうな（渡辺優奈）
2017年度後半 - 2018年度
メグ（岡田愛）、ふなっき（船木結（アンジュルム/カントリー・ガールズ））、イノサク（井上咲楽）、くるみん（宮田くるみ（Ciào Smiles））、さつき（奥森皐月）
2019年度（おはガール from Girls²）
ミサキ（鶴屋美咲）、ユズハ（小田柚葉）、モモカ（隅谷百花）、クレア（増田來亜）、ヨウカ（小川桜花）
2020年度（おはガール from Girls²）
ミサキ（鶴屋美咲）、ユズハ（小田柚葉）、モモカ（隅谷百花）、クレア（増田來亜）、ヨウカ（小川桜花）、ミナミ（菱田未渚美）、キラ（山口綺羅）、トア（原田都愛）、ラン（石井蘭）
2021年度前半（おはガール from Girls²）、（mirage²のメンバー）
ミナミ（菱田未渚美）、キラ（山口綺羅）、トア（原田都愛）、ラン（石井蘭）
2021年度後半（おはガール from Lucky²）
リナ（山口莉愛）、ユウラ（杉浦優來）、ツバキ（永山椿）、ヒイロ（深澤日彩）、ユウワ（比嘉優和）、カンナ（佐藤栞奈）
2022年度後半 - 2023年度（シン・おはガール）
ごっちん（後藤花 （アンジュルム ））、エミちー（土方エミリ）、かほっち（河村果歩（SUPER☆GiRLS ））

### おはガール練習生
あかりん（元倉あかり）、エミちー（土方エミリ）、かやりり（茅本梨々華）、かほっち（河村果歩（SUPER☆GiRLS））、キャノン（入江華音）、ごっちん（後藤花 （アンジュルム））、しまゆー（寺島由渚（元スタプラ研究生））、ナッツ（桜樹なつ）、ゆうゆう（宮沢友（ukka））

### 変遷
| 期間       | 期間       | 変遷             | 変遷                 | 変遷       | 変遷       | 変遷       | 変遷              | 変遷       | 変遷     | 変遷     | 変遷     | 変遷     |
| 期間       | 期間       | ユニット名       | チャレンジ           | メンバー   | メンバー   | メンバー   | メンバー          | メンバー   | メンバー | メンバー | メンバー | メンバー |
| ---------- | ---------- | ---------------- | -------------------- | ---------- | ---------- | ---------- | ----------------- | ---------- | -------- | -------- | -------- | -------- |
| 1997.10    | 1997.11    | おはガール       | なし                 | （後述）   | （後述）   | （後述）   | （後述）          | （後述）   | （後述） | （後述） | （後述） | （後述） |
| 1997.11    | 1997.12    | おはガール       | なし                 | 尾崎沙也   | 橋本麻美々 | 大村彩子   | 伊藤なつ 伊藤かな | 安藤希     |          |          |          |          |
| 1998.01    | 1998.03    | おはガール       | なし                 | 尾崎沙也   | 橋本麻美々 | 酒井彩名   | 須藤温子          | 安藤希     |          |          |          |          |
| 1998.04    | 1998.06    | おはガール       | なし                 | 尾崎沙也   | 橋本麻美々 | 酒井彩名   | 安藤聖            | 安藤希     |          |          |          |          |
| 1998.07    | 1998.09    | アップル         | なし                 | 尾崎沙也   | 橋本麻美々 | 酒井彩名   | 安藤聖            | 平井理央   |          |          |          |          |
| 1998.10    | 1999.03    | バナナ           | なし                 | 工藤あさぎ | 橋本麻美々 | 酒井彩名   | 安藤聖            | 平井理央   |          |          |          |          |
| 1999.04    | 2000.03    | シトラス         | なし                 | 末永遥     | 安藤盟     | 酒井彩名   | 谷口紗耶香        | 倉沢桃子   |          |          |          |          |
| 2000.04    | 2001.03    | おはガール       | なし                 | 瀬下可奈   | ベッキー   | 蒼井優     | 加賀谷紗織        | 奈良沙緒理 |          |          |          |          |
| 2001.04    | 2002.03    | グレープ         | バトン               | 川田由起奈 | 笹岡莉紗   | あびる優   | 芳賀優里亜        | 内田莉紗   |          |          |          |          |
| 2002.04    | 2003.03    | フルーツポンチ   | バトン               | 杉林沙織   | 近野成美   | 小島由利絵 | 海老沢神菜        | 石川エリ   |          |          |          |          |
| 2003.04    | 2004.03    | スターフルーツ   | マジック             | 藤森麻由   | 佐野光来   | 矢口聖来   |                   |            |          |          |          |          |
| 2004.04    | 2005.03    | スターフルー2    | マジック             | 田中愛里   | 佐野光来   | 矢口聖来   |                   |            |          |          |          |          |
| 2005.04    | 2006.03    | キャンディミント | マジック             | 菅澤美月   | 麻亜里     | 下垣真香   |                   |            |          |          |          |          |
| 2006.04    | 2007.03    | キャンディミント | リボン               | 菅澤美月   | 麻亜里     | 下垣真香   |                   |            |          |          |          |          |
| 2007.04    | 2008.03    | おはガール       | ボディパーカッション | 前田希美   | 長野せりな | 小島藤子   |                   |            |          |          |          |          |
| 2008.04    | 2010.03    | おはガール       | チアダンス           | 松岡茉優   | 伊藤梨沙子 | 疋田英美   |                   |            |          |          |          |          |
| 2010.04.01 | 2010.05.28 | おはガール       | なし                 | 小川紗季   | 田中絵里花 | 井之上史織 |                   |            |          |          |          |          |
| 2010.05.31 | 2010.09.23 | おはガール       | バトン               | 小川紗季   | 田中絵里花 | 井之上史織 |                   |            |          |          |          |          |
| 2010.09.24 | 2011.08.24 | メープル         | バトン               | 小川紗季   | 田中絵里花 | 井之上史織 |                   |            |          |          |          |          |
| 2011.08.25 | 2012.03.27 | メープル         | バトン               | 生田衣梨奈 | 田中絵里花 | 井之上史織 |                   |            |          |          |          |          |
| 2012.04.02 | 2014.03.31 | ちゅ!ちゅ!ちゅ!  | リボン               | 岡本夏美   | 平祐奈     | 吉川日菜子 |                   |            |          |          |          |          |
| 2014.04.07 | 2014.05.21 | おはガール       | なし                 | 川鍋朱里   | 井東紗椰   | 三好杏依   |                   |            |          |          |          |          |
| 2014.05.22 | 2014.07.21 | おはガール       | ストリートけん玉     | 川鍋朱里   | 井東紗椰   | 三好杏依   |                   |            |          |          |          |          |
| 2014.07.22 | 2015.03.27 | ふわわ           | ストリートけん玉     | 川鍋朱里   | 井東紗椰   | 三好杏依   |                   |            |          |          |          |          |
| 2015.04.06 | 2015.07.20 | おはガール       | なし                 | 白本彩奈   | 井上玲音   | 中野あいみ |                   |            |          |          |          |          |
| 2015.07.23 | 2016.03.24 | おはガール       | ステッピー           | 白本彩奈   | 井上玲音   | 中野あいみ |                   |            |          |          |          |          |
| 2016.03.25 | 2016.04.01 | おはガール       | ステッピー           | 白本彩奈   | 井上玲音   |            |                   |            |          |          |          |          |
| 2016.04.06 | 2016.05.31 | おはガール       | なし                 | 未来       | 兼次桜菜   | 原菜乃華   |                   |            |          |          |          |          |
| 2016.06.01 | 2016.11.10 | おはガール       | なし                 | 未来       | 兼次桜菜   | 原菜乃華   | 石井紗那          |            |          |          |          |          |
| 2016.11.11 | 2017.09.29 | おはガール       | なし                 | 未来       | 兼次桜菜   | 原菜乃華   | 石井紗那          | 渡辺優奈   |          |          |          |          |
| 2017.10.09 | 2019.03.22 | おはガール       | なし                 | 岡田愛     | 船木結     | 井上咲楽   | 宮田くるみ        | 奥森皐月   |          |          |          |          |
| 2019.04.08 | 2021.03.26 | from Girls²      | なし                 | 鶴屋美咲   | 小田柚葉   | 隅谷百花   | 増田來亜          | 小川桜花   |          |          |          |          |
| 2020.04.06 | 2021.10.01 | from Girls²      | なし                 | 菱田未渚美 | 山口綺羅   | 原田都愛   | 石井蘭            |            |          |          |          |          |
| 2021.10.04 | 2022.03.25 | from Lucky²      | なし                 | 山口莉愛   | 杉浦優來   | 永山椿     | 深澤日彩          | 比嘉優和   | 佐藤栞奈 |          |          |          |
| 2022.09.26 | 2024.03.22 | シン・おはガール | なし                 | 後藤花     | 土方エミリ | 河村果歩   |                   |            |          |          |          |          |

## チャレンジもの

### グループ
- 2001・2002・2010・2011年度 - バトン（曲は「おは!おは!ザ・ワールド」（2001年）、「それゆけ!おはマーチ☆★☆」（2002年）、「モーニングチャイム!!!」「マイ・スクール・マーチ」（2010年）、「モーニングチャンス!!!」（2011年））
- 2003 - 2005年度 - マジック
- 2006・2012・2013年度 - リボン（曲は「未来の虹」（2006年）、「もっと ぎゅっと ハート」「こいしょ!!!」（2012年）、「こあくまるんです」「夏サンキュ!!!」「夢ふうせん」（2013年））
- 2007年度 - ボディパーカッション（曲は「ゆ・め・い・ろ」）
- 2008・2009年度 - チアダンス（曲は「モーニングエール!」）
- 2014年度 - ストリートけん玉（曲は「クロスマイハート」）[注 16]
- 2015年度 - ステッピー

### 個別
- 2009年度 - モノマネ（まゆ）、ツッコミ（ひでみ）
- 2010年度 - ハイパーヨーヨー（えりか・しおり）[注 17]
- 2012年度 - 川柳読み（なつみ）、チアダンス（ゆうな）、元気の呪文（ひなこ）
- 2016年度 - ダンスパフォーマンス（さな・さーちゃん）[注 18]、コント（みらい・なのか）

## 会員番号
2001年度までは、番組に1回でも出演した女性出演者（おはガールの他、おはじぇんぬなどのレギュラー出演者はもちろん、ゲストにも付与されていた）に会員番号が付けられていた。0番は番組ナレーターの柳原みわ。
1. 須藤温子
2. 三重野瞳
3. 安藤希
4. 尾崎沙也
5. 吉野紗香
6. 野村佑香
7. 小林瑠美
8. 重泉みか
9. 大村彩子
10. 伊藤なつ・かな
11. 橋本麻美々
12. 酒井彩名
13. 山田優
14. 安藤聖
15. 幸地優美
16. 平井理央
17. 倉沢桃子
18. 稲坂亜里沙
19. 内田莉紗
20. 村本安奈
21. 末永遥
22. 工藤あさぎ
23. ベッキー
24. ユリアーナ・シャノー
25. 谷口紗耶香
26. 安藤盟
27. Z-1（上戸彩・西脇愛美・根食真実・藤谷舞）
28. （欠番）
29. 瀬下可奈
30. 蒼井優
31. 加賀谷紗織
32. 奈良沙緒理
33. 伊敷優香
34. 屋宜由佳
35. 鈴木杏
36. 西端さおり
37. 川田由起奈
38. 笹岡莉紗
39. あびる優
40. 芳賀優里亜

## ドラマ「おはガール物語」
2001年から始まったミニドラマ。メインとしては、おはガールの成長を追った内容だが、キャラクター商品のタイアップ的要素も絡んでいる。